# Raziye Sultan
Raziye Sultan  (en turco otomano: راضیہ سلطان‎; "aceptación" y "despreocupada") (Manisa, c.1517— Estambul, octubre de 1520), también conocida como Tasasız Raziye Sultan, fue una princesa otomana, hija del sultán Solimán el Magnífico.

## Muerte
Murió de niña de viruela o tuberculosis en octubre de 1520.
Está enterrada en el Yahya Efendi Tekkesi en Beşiktaş, Estambul. En el mausoleo de Yahya Efendi hay una placa que dice "Tasasız Raziye Sultan Yahya Efendi Hazretlerinin Manevi Evlatlığı Kanuni  Sultan Süleyman'ın Kız."
 

Que significa: "Despreocupada, Raziye Sultan la hija espiritual de su santidad Yahya Efendi, la hija  del Solimán el Magnífico". Esto se observa en la inscripción de su lápida.

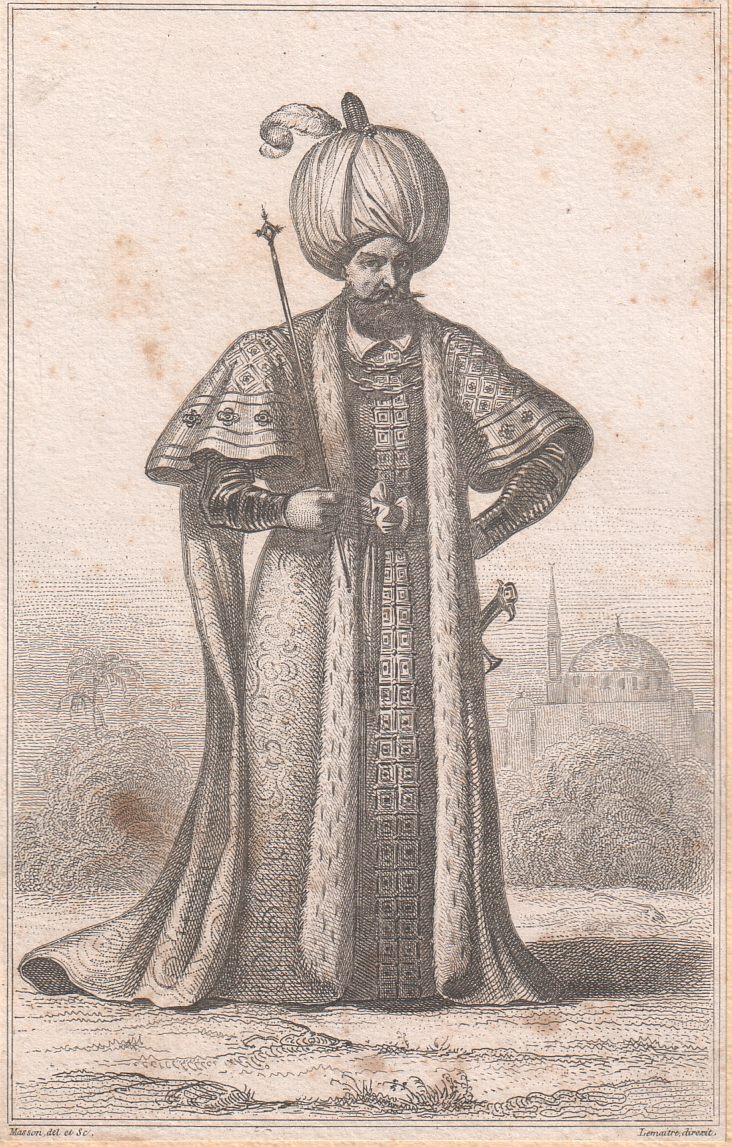
El padre de "Raziye Sultan", el sultán Solimán el Magnífico.